# Vriesea fragrans
Vriesea fragrans là một loài thuộc chi Vriesea. Đây là loài bản địa của Venezuela và Ecuador.